# Hachettea austrocaledonica
Hachettea austrocaledonica är en tvåhjärtbladig växtart som beskrevs av Henri Ernest Baillon. Hachettea austrocaledonica ingår i släktet Hachettea och familjen Balanophoraceae. Inga underarter finns listade i Catalogue of Life.